# 70
70 (LXX) a fost un an al calendarului iulian.

## Evenimente

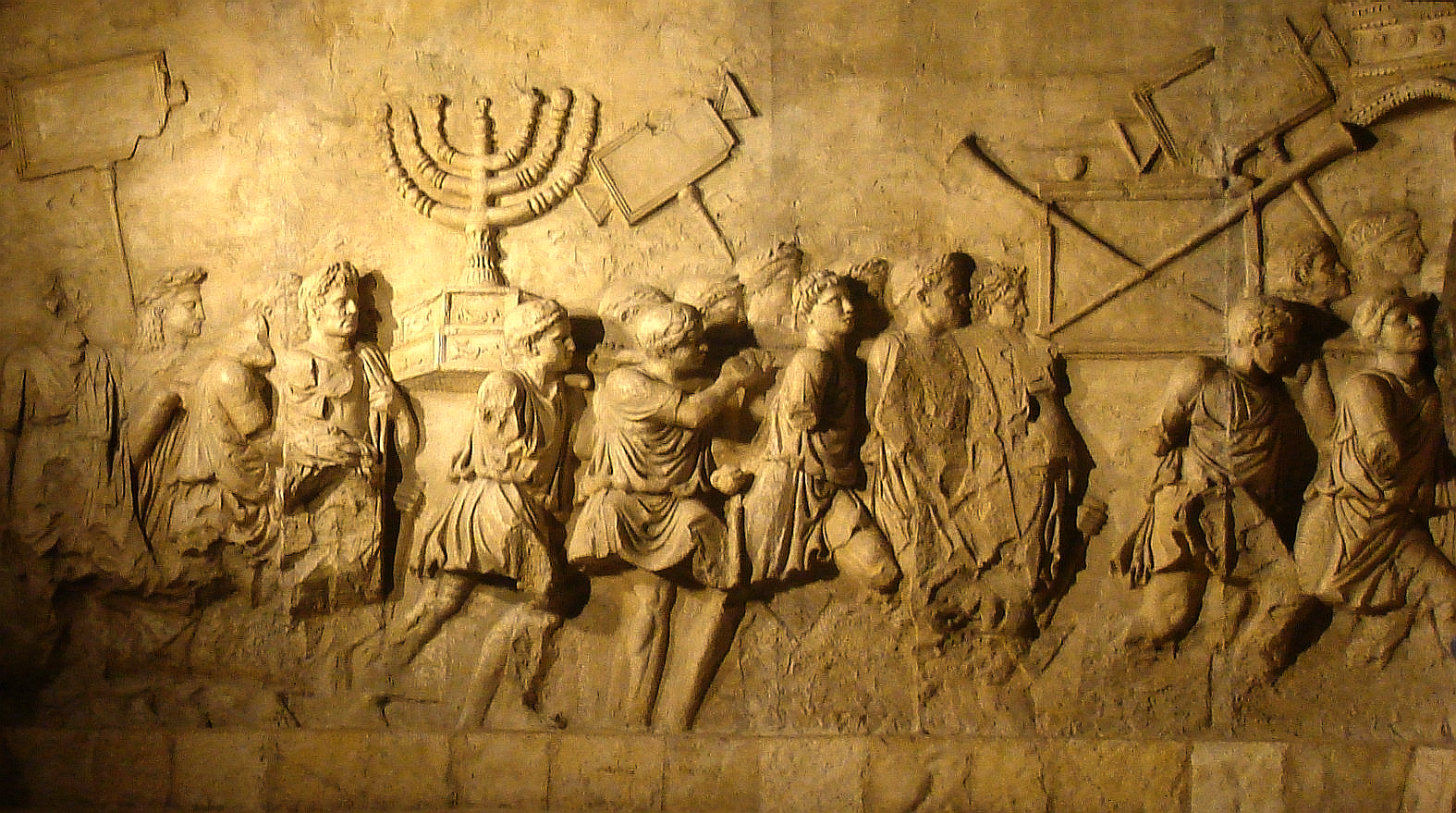
Detaliu de pe Arcul lui Titus care prezintă cucerirea Ierusalimului

### August
- 4 august: Titus distruge Templul din Ierusalim.

### Nedatate
- martie-septembrie: Asediul Ierusalimului. Titus, fiul lui Vespasian, cucerește Ierusalimul.

## Arte, științe, literatură și filozofie
- 70-82: Colosseum. Amfiteatru din Roma, înălțat în timpul domniei împăraților Vespasian și Titus.

## Nașteri
- dată necunoscută: Suetoniu  (d. 126)
- dată necunoscută: Policarp de Smirna  (d. 155)
- dată necunoscută: Florus  (d. 140)
- dată necunoscută: Pompeia Plotina  (d. 121)
- dată necunoscută: Menelau din Alexandria  (d. 140)

## Decese
- dată necunoscută: Columella  (n. 4)
- dată necunoscută: Filimon din Colose  (n. ?)